# Òdena (kommunhuvudort)
Òdena är en kommunhuvudort i Spanien.   Den ligger i provinsen Província de Barcelona och regionen Katalonien, i den östra delen av landet, 500 km öster om huvudstaden Madrid. Òdena ligger 366 meter över havet och antalet invånare är 2 910.
Terrängen runt Òdena är lite kuperad. Runt Òdena är det tätbefolkat, med 709 invånare per kvadratkilometer. Närmaste större samhälle är Igualada, 3,4 km sydväst om Òdena. Trakten runt Òdena består till största delen av jordbruksmark.